# Vereinigung Deutscher Porzellanfabriken
Die Vereinigung Deutscher Porzellanfabriken GmbH wurde 1900 in Berlin gegründet und bestand bis 1912.

## Geschichte
Der Verband Deutscher Porzellangeschirrfabriken erließ eine Einladung zu einer Versammlung am 9. Juni 1899. Auf dieser Versammlung wurde die Gründung einer Vereinigung beschlossen. Am 25. Januar 1900 gründeten deutsche Porzellan-Fabrikanten die Vereinigung Deutscher Porzellanfabriken zur Hebung der Porzellan-Industrie GmbH. Das Stammkapital betrug 60.000 Mark. Ihr gehörten 1900 bereits 52 Fabriken an. Bis 1909 waren es noch 77 Fabriken. Eine Mitgliederliste findet sich in Band 18 der Keramischen Rundschau von 1910. Die Keramische Rundschau wurde von der Vereinigung Deutscher Porzellanfabriken GmbH herausgegeben. Folgende Firmen sind mit dem 1. Januar 1910 ausgeschieden: Eichhorn u. Bandorf in Elgersburg, Gräfl. Frankenberg'sche Porzellanfabrik in Tillowitz, Morgenroth & Co  in Gotha, Fritz Pfeffer in Gotha, Carl Schumann in Arzberg, Ernst Teichert in Meißen. Diese Vereinigung bestand von 1900 bis 1912.
Der Verband Deutscher Porzellangeschirr-Fabriken GmbH selbst bestand jedoch weiterhin. 1925 hatte er als Kartell der Porzellanindustrie 133 Mitglieder. Geschäftsführer waren 1925: Carl Tettenborn und Fritz Jaeger. 1930 hatte der Verband 107 Mitglieder, 1937 87 und 1941 117 Mitglieder.  Zweck des Verbandes war die Durchführung von Einrichtungen zur Hebung der Porzellan-Industrie, insbesondere die Erzielung angemessener Verkaufspreise durch Vereinbarung allgemeiner Verkaufs- und Zahlungsbedingungen für In- und Ausland sowie die Einführung von Maßnahmen zur Verhinderung von Überproduktion.

## Mitglieder
Im Handbuch des Verbandes Deutscher Porzellangeschirr-Fabriken GmbH von 1922 befindet sich eine Liste mit 46 Firmen, die am 25. Januar 1900 den Gesellschaftsvertrag zur Gründung der Vereinigung Deutscher Porzellanfabriken zur Hebung der Porzellan-Industrie GmbH unterschrieben haben. Jedes Mitglied konnte von 1908 bis 1912 die Marke der Vereinigung und die ihm zugeteilte Betriebsnummer verwenden, um sein Porzellan entsprechend zu kennzeichnen. Die Namensliste der Firmen und ihre Betriebsnummer findet sich im Adressbuch der Keram-Industrie von 1910.

## Marke

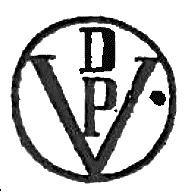
Porzellanmarke der VDP, um 1910

1908 wurde eine Marke (VDP im Kreis) ins Reichswarenzeichenregister (RWZR) eingetragen. Diese Marke wurde von den Mitgliedsfirmen verwendet. Die Zahl unter der Marke ist die Mitgliedsnummer der Porzellanfabrik, die das jeweilige Porzellanstück hergestellt hat. Wahrscheinlich wurden die Mitgliedsnummern auch erst 1908 vergeben. Beispiele: Als unterglasur Pressmarke (Blindstempel) mit einer 15 darunter wurde sie auch ohne einen zusätzlichen Firmenstempel von der Porzellanfabrik Joseph Hohmann aus Düsseldorf-Derendorf verwendet. Als Stempelmarke (Grün aufglasur) mit einer 25 darunter wurde sie von der Porzellanfabrik Eduard Mühlenfeld in Eisenberg (Thüringen) verwendet.